# جون نيفيل
جون نيفيل (بالإنجليزية: John Neville)‏ (و. 1925 – 2011 م) هو ممثل، وممثل صوت، من المملكة المتحدة، ولد في لندن، توفي في تورونتو، عن عمر يناهز 86 عاماً.

## التعليم
تعلم في الأكاديمية الملكية للفنون المسرحية.

## الخدمة العسكرية
خدم في البحرية الملكية البريطانية.

## جوائز
حصل على جوائز منها:
- نيشان الامبراطورية البريطانية من رتبة ضابط
- نيشان كندا من رتبة عضو.

## وصلات خارجية
- جون نيفيل على موقع IMDb (الإنجليزية)
- جون نيفيل على موقع ألو سيني (الفرنسية)
- جون نيفيل على موقع ميوزك برينز (الإنجليزية)
- جون نيفيل على موقع أول موفي (الإنجليزية)
- جون نيفيل على موقع قاعدة بيانات برودواي على الإنترنت (الإنجليزية)
- جون نيفيل على موقع قاعدة بيانات الأفلام السويدية (السويدية)
- جون نيفيل على موقع إن إن دي بي (الإنجليزية)
- جون نيفيل على موقع ديسكوغز (الإنجليزية)
- جون نيفيل على موقع قاعدة بيانات الفيلم (الإنجليزية)
- جون نيفيل على موقع كينوبويسك (الروسية)